# Niphargus rucneri
Niphargus rucneri is een vlokreeftensoort uit de familie van de Niphargidae. De wetenschappelijke naam van de soort is voor het eerst geldig gepubliceerd in 1962 door G. Karaman.